# Estádio Ícaro de Castro Melo
O Estádio Ícaro de Castro Melo, mais conhecido como Estádio Olímpico do Ibirapuera ou Estádio do Ibirapuera, é um estádio desportivo localizado nas proximidades do Parque do Ibirapuera, em São Paulo. Tem capacidade para aproximadamente 13 mil pessoas.
Atualmente restrito apenas às competições de atletismo, o estádio já foi sede de partidas oficiais de futebol. No ano de 1996, chegou a receber várias partidas do Campeonato Brasileiro e da Supercopa Libertadores, tendo como mandantes em seu campo o Corinthians e o Santos, que reformava a Vila Belmiro. A equipe santista atuou no local sete vezes e sofreu apenas uma derrota, para o Sport, por 2 a 1. Já pela Supercopa Libertadores, venceu o Peñarol por 3 a 0. O Corinthians, por sua vez, enfrentou o Fluminense, pelo Campeonato Brasileiro, em 13 de outubro de 1996, com vitória por 3 a 1. No início do ano seguinte, o São Paulo jogou ali como visitante, pelo Campeonato Paulista, e também venceu por 2 a 1 o Juventus. Entre as décadas de 1970 e 1990, recebeu partidas das Copa São Paulo de Futebol Júnior, de times como Portuguesa, Grêmio, Santos, Coritiba, Vitória e América-MG.
Também recebe os jogos do São Paulo Storm, time brasileiro de futebol americano criado em 1998, que joga na LBFA (Liga Brasileira de Futebol Americano). Em 2013 o estádio recebeu as semifinais do  Campeonato Brasileiro de Rugby: O Super 10

## Eventos musicais
No dia 27 de junho de 1992, a banda Black Sabbath, na época com Dio nos vocais, se apresentou nesse estádio. A abertura foi com a banda Viper.
Em 1995, o cantor inglês Elton John se apresentou no estádio durante sua turnê Made in England, em 24 de novembro. Em outubro deste mesmo ano, a banda Bon Jovi havia tocado para aproximadamente 35 mil pessoas, apresentando sua turnê These Days.
No dia 15 de novembro de 1997, o estádio recebeu o Festival Skol Rock, que inicialmente seria no Estádio Doutor Oswaldo Teixeira Duarte, mais conhecido como Estádio do Canindé. Esse festival contou com nomes como Jason Bonham Band, Dio, Bruce Dickinson e Scorpions.